# Sinbad and the War of the Furies
Sinbad and the War of the Furies ist ein US-amerikanischer Abenteuerfilm von Scott Wheeler aus dem Jahr 2016. Produziert wurde der Film von The Asylum. In der Hauptrolle des Sinbad ist der Wrestler John Hennigan alias Morrison zu sehen.

## Handlung
Kurz bevor der Archäologe Sinbad vor seinem Durchbruch als angesehener Wissenschaftler steht, hintergeht ihn der Vater seiner Freundin Jax und veröffentlicht Sinbads Forschungsergebnisse als seine eigenen. Nach diesem Ereignis betätigt sich Sinbad mit seinem Freund Nick als Schatzjäger. In Mexiko sind die beiden einem Schatz des Perseus auf der Spur, den sie tatsächlich bergen können. Allerdings beansprucht der Russe Manta den Schatz für sich selbst, weil er nach seiner Meinung zuerst am Ort war. Um den Schatz in die Hände zu bekommen, beauftragt er seinen Bodyguard Cy, den Schatz mit Gewalt zu holen.
Sinbad und Nick können mit einer Handvoll Goldmünzen und einem riesigen Edelstein entkommen. Den Edelstein verkaufen sie wenig später an Lyta, eine Hehlerin für antike Gegenstände. Über sie gelangt der Edelstein an den Sammler Ace. Dieser identifiziert den Edelstein als das Herz der Medusa und vermutet, dass Manta dieses Relikt haben will, der den Edelstein für eine magische Massenvernichtungswaffe hält. Außerdem vermutet Ace, Sinbad sei ein Nachfahre des echten Sindbad. Kurze Zeit später taucht Jax bei Sinbad auf und bittet um Vergebung, die er ihr nicht gewährt.
Am selben Tag wird Sinbad von den drei Furien Tisiphone, Alecto und Megaera heimgesucht. Sie drohen Nick und Sinbad umzubringen, falls sie sich weigern, das Herz der Medusa an sie zu übergeben. Sinbad gibt zu, dass er den Edelstein an Lyta verkauft hat, aber nicht, wo er sich aktuell befindet. Später erfährt er von Jax, dass Lyta tot aufgefunden wurde. Sinbad vermutet, dass der Mörder entweder Manta, eine der drei Furien oder alle zusammen sind. Ace schlägt vor, dass alle sich erst einmal bei ihm verstecken.
Ace zeigt seinen Gästen daraufhin seine Sammlung von antiken Relikten und Manuskripten. Er stimmt Jax zu, dass es sich bei den drei Frauen um die Furien aus der griechischen Mythologie handelt. Sinbad muss akzeptieren, dass er ein Nachkomme des Sindbad ist. Dadurch ist er in der Lage, Relikte wie die Wunderlampe oder den fliegenden Teppich zu nutzen. Als Manta auftaucht, wird klar, dass auch Jax aus dem Herzen der Medusa eine Waffe herstellen will. Daher schlägt Sinbad den Furien vor, sich gegen die beiden zu verbünden.

## Hintergrund
Der Film entstand lediglich in Los Angeles und wurde nicht außerhalb der Stadt gedreht. Der Film erschien in den USA am 6. Dezember 2016. In Deutschland startete er am 19. Januar 2017 in den Videoverleih.
Der Film wurde auch unter dem Namen Sinbad and the Clash of Furies im Videoverleih vertrieben.

## Rezeption
„Trivialer Actionfilm, der noch nicht einmal unfreiwillig unterhält. Immerhin kommt der darstellerisch völlig talentfreie WWE-Wrestler John Morrison (alias John Randall Hennigan) wenigstens physisch dem Klischee der griechischen Heldengestalt recht nahe.“

„Dann schon lieber eine Fahrt über den Styx…“

Cinema spricht außerdem von einem „TV-Trashabenteuer vom Asylum-Billigstudio“ und befindet außerdem, dass mit „ermüdender, nicht erfrischender Naivität der laue No-Budget-Murks völlig talentfrei „Indiana Jones“, griechische Mythologie und Buddykomödie zusammen kloppt“.
Doc Acula bemängelt in seiner Review für Badmovies, dass sich im Film nicht dafür entschieden wird, sich an der griechischen oder an der arabischen Mythologie zu orientieren. Beides wird schließlich zusammengemischt. Zudem ist auffallend, dass einige bekannte Sachen wie eine Wunderlampe oder ein fliegender Teppich aus Aladin ihren Weg in den Film fanden. Kritisiert werden die unlogische Story und die Beweggründe des Antagonisten Manta. Gelobt werden die wenigen Actionszenen mit John Hennigan. Generell ist dessen Schauspiel eine der wenigen positiven Punkte des Autors. Das Schauspiel des restlichen Ensembles wird weniger gut aufgenommen. Die wenigen visuellen Effekte sind „alles andere als überzeugend“ und werden mit „Cutscenes eines Videospiels von 1998“ verglichen. Die Filmsoundtracks werden als teilweise unpassend empfunden.
Moriareviews bemängelt die vielen Logikfehler im Film. So wird Sinbads Krummsäbel beispielsweise so beschrieben, dass er tatsächlich aus der Zeit des echten Sindbads stammt, dieser sieht aber nagelneu aus. Wenig später wird über einige Bücher gesprochen, die aus der Bibliothek von Alexandria gerettet werden konnten, obwohl es zu dieser Zeit solch gebundenen Bücher noch nicht gab. Im Gegensatz zu vorherigen The-Asylum-Filmproduktionen werden Kreaturen wie die Furien nicht mittels CGI, sondern durch verkleidete Schauspielerinnen dargestellt. Die schauspielerische Leistung von Hennigan wird eher negativ beurteilt.
Nerdly vergleicht den Film mit einem Indiana-Jones-Mockbuster. Gelobt wird die Idee, die Geschichte des Sindbad in die moderne Zeit zu verlagern. Final befindet man, dass der Film „viel Spaß“ mache und es „viel zu lachen gibt über und mit den Charakteren“.
Auf Rotten Tomatoes hat der Film einen Anteil positiver Zuschauerwertungen von 22 % bei unter 50 Bewertungen. In der Internet Movie Database hat der Film bei über 430 Stimmenabgaben eine Wertung von 2,7 von 10,0 möglichen Sternen (Stand: Juli 2023).